# Stasina
Genre
Stasina est un genre d'araignées aranéomorphes de la famille des Sparassidae.

## Distribution
Les espèces de ce genre se rencontrent en Asie du Sud-Est, en Amérique du Sud, aux Antilles et en Afrique centrale.

## Liste des espèces
Selon World Spider Catalog (version 17.5, 24/01/2017) :
- Stasina americana Simon, 1887
- Stasina hirticeps Caporiacco, 1955
- Stasina manicata Simon, 1897
- Stasina planithorax Simon, 1897
- Stasina rangelensis Franganillo, 1935
- Stasina spinosa Simon, 1897
- Stasina vittata Simon, 1877

## Systématique et taxinomie
Ce genre a été décrit par Simon en 1877.

## Publication originale
- Simon, 1877 : « Études arachnologiques. 5e Mémoire. IX. Arachnides recueillis aux îles Philippines par MM. G. A. Baer et Laglaise. » Annales de la Société Entomologique de France, sér. 5, vol. 7, p. 53-96 (texte intégral).